# United States Military Academy
United States Military Academy, förkortning USMA (också känt som West Point eller i idrottssammanhang som Army), är den amerikanska arméns service academy, grundad år 1802 på initiativ av George Washington och Thomas Jefferson. Skolans campus är också USA:s äldsta garnison West Point som varit i bruk sedan Amerikanska revolutionen. USMA upptar ett område av 65 kvadratkilometer som är mestadels skjutfält och övningsterräng och ligger intill orten Highland Falls vid Hudsonfloden, cirka 80 kilometer norr om New York.

## Utbildning och antagning

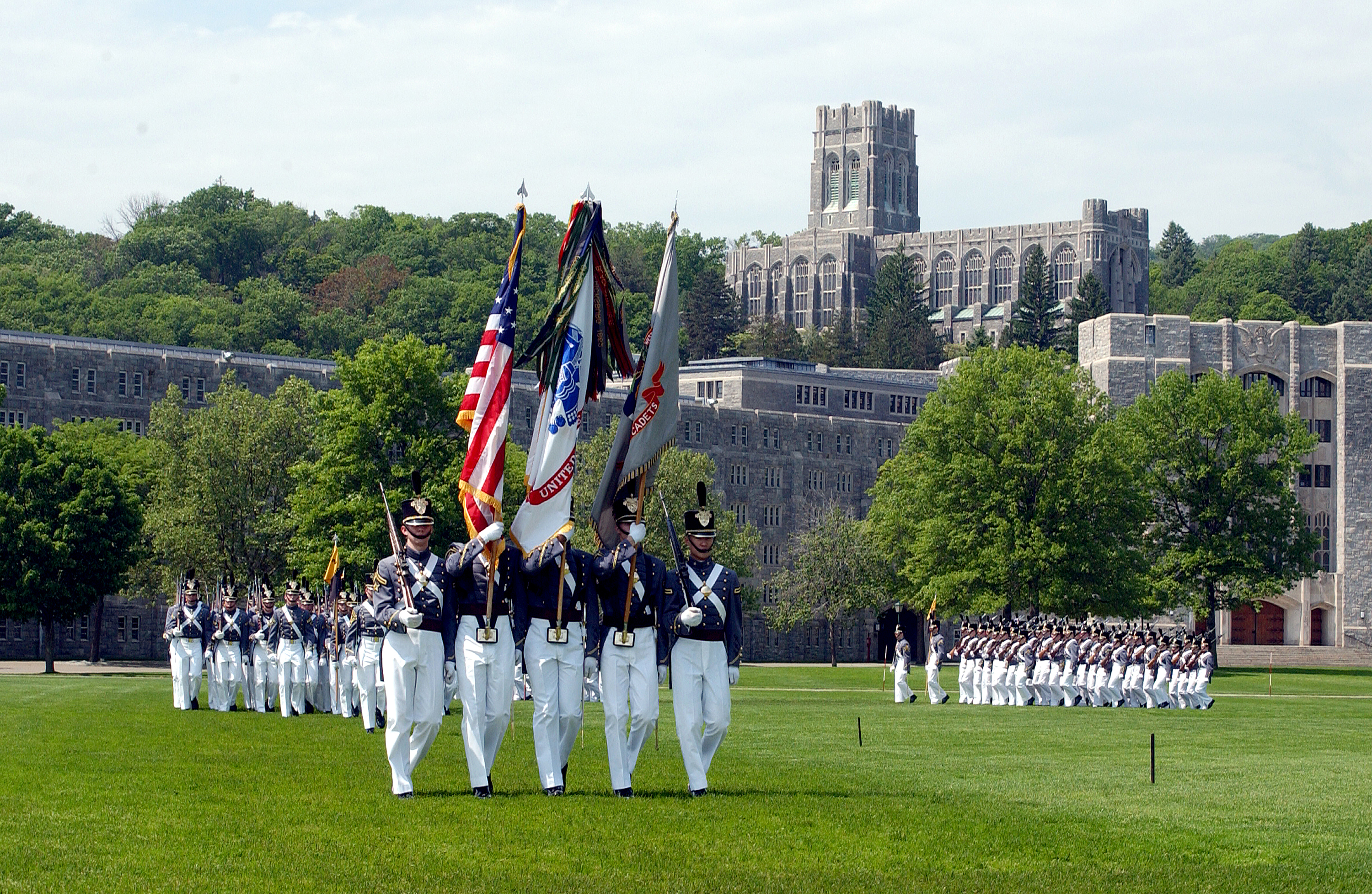
Kadettkårens fanvakt, i bakgrunden syns USMA:s fakultetsbyggnader i nygotisk stil.

USMA:s mål är inte bara att utbilda, utan även att fostra ledare. Ledarutbildningen går som en röd tråd genom både de akademiska lektionerna och militärövningarna som ingår i den fyraåriga utbildningen. Söktrycket till USMA är mycket högt och ungefär en av tio sökande antas. Blivande kadetter måste ansöka direkt till USMA med ansökningshandlingar som styrker både förutsättningar att klara studierna och potential för att bli en framtida ledare med god karaktär och integritet. Därefter måste ansökanden erhålla rekommendation från en kongressledamot. Studenterna är blivande officerare och benämns kadetter. Utbildningen finansieras helt av Armédepartementet - i gengäld krävs flerårig tjänstgöring efter erhållen examen. Cirka 1 300 kadetter påbörjar utbildningen varje år, varav drygt 1 000 kadetter slutligen tar examen. USMA rankas som ett av USA:s elituniversitet med frikostiga resurser för kadetterna att genomföra egna forskningsprojekt. Kadetterna utbildas av militära professorer med graden överste eller överstelöjtnant med fast tjänstgöring på USMA, ett mindre antal civilanställda professorer samt tillfälligt tjänstgörande militära lektorer med graden major som undervisar under tre år som ett led i sin militära karriär.
Det akademiska programmet leder till en kandidatexamen med en läroplan som betygsätter kadetternas prestationer i ett brett akademiskt spektrum, militär ledarskapsutveckling samt obligatoriskt deltagande i någon tävlingsidrott. Studieåret består av två sedvanliga akademiska terminer och militärutbildning däremellan. Vid examen erhåller kadetterna graden fänrik, i valfri försvarsgren.
Bara 10% av de som söker kommer in. Eftersom det ställs höga krav på eleverna för att komma in på skolan så klarar många den, 86% slutför utbildningen.

### Krav för ansöka till West Point
Grundläggande krav som man måste klara för ansöka:
- 17-23 år måste man vara för ansöka.
- Amerikansk medborgare / Det finns en kvot för internationella kadetter.
- Ej gravid
- Har ej barn som är omyndiga
- Får ej vara gift
- Över genomsnittliga gymnasiebetyg eller liknade utbildning.
- Två års studier av ett språk utöver engelskan.
- Fyra år engelskastudier gymnasiet eller högre nivå (det är också obligatoriskt för dem som har engelska som modersmål, detta för förstå läroböckerna. Exempel high school 3 år och 1 år college).
- Högskoleförberedande matematikkunskaper
- Goda resultat på ACT-testet eller SAT-testet.
- fysiktest: (300-yard löpning under 83 sekunder. Armhävningar: 30 st, situps: 50 st, 2 minuter vardera, stående längdhopp på minst 7 fot (feet), ett basketkast från knästående position).
- Man måste ha rekommendationsbrev från kongressledamot eller presidenten eller vicepresidenten. Om man är soldat i USA armé kan man få rekommendationsbrev från en överordnad officer.

### Internationella kadetter
60 kadetter tas in varje år från andra länder, då krävs ett rekommendationsbrev från amerikanska ambassaden i landet.
Förenta staternas försvarsdepartement avgör vilka länder kadetterna kan vara från, det kan skilja från år till år. Det krävs att landets försvar samarbetar med USA, exempelvis i NATO

## Examensring

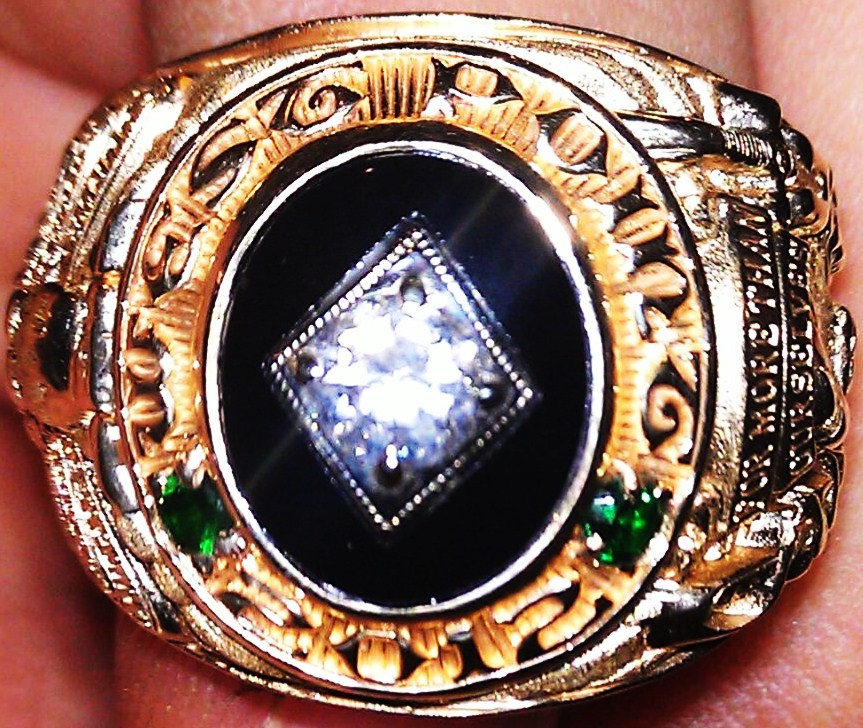
Examensring för avgångsklassen 2012

År 1835 började traditionen med en examensring som kadetterna får som minne.  På ena sidan av ringen finns skolans symbol. På andra sidan visas klassens symbol och runt stenen i mitten står West Point och examensåret.

## Cadet Honor Committee

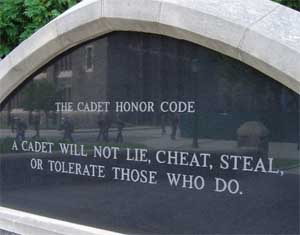
hederskodex monument på West Point

En kadett är skyldig att åtfölja kadettkårens hederskodex som föreskriver att "en kadett varken ljuger, fuskar, stjäl eller tolererar dem som så gör".
Cadet Honor Committee avgör disciplinära ärenden och har gjort det sedan skolan startade 1802. Cadet Honor Committee består av kadetter, de beslutar om någon är skyldig. Superintendenten avgör ett lämpligt straff.
Definitioner av brott mot hederskodexen:
Ljuga: Medvetet lura en annan genom att säga en osanning eller genom att bara berätta en del av sanningen. Vara vaga eller tvetydiga med information med avsikt att lura eller vilseleda.
Fusk: Kadett agerar bedrägligt av egenintresse eller assisterar annan att göra det med avsikt att vinna eller att ge en orättvis fördel. Fusk inkluderar sådana handlingar som plagiat, förvrängning och användning av obehöriga anteckningar.
Stjäla: Att olovligen ta, erhålla, eller undanhålla pengar, personlig egendom och saker som någon annan äger eller har rätt till.
Tolererar dem som så gör: En kadett som vet om att en annan kadett bryter mot hederskodex och inte meddelar skolan eller Cadet Honor Committee inom rimlig tid (senast 24 timmer efter upptäckten av regelbrottet) anses själv bryta mot hederskodex.

## Skolan på 1800-talet

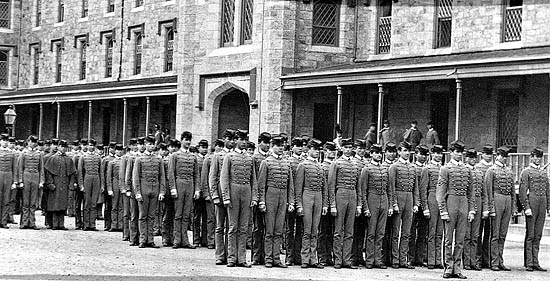
West Point, kadetter, 1870.

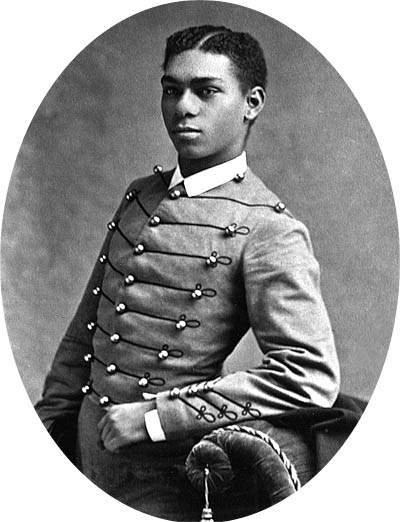
Henry Ossian Flipper

1802 startades skolan, och hade då 44 elever varje årskull, vilket ökades 1861 till 200 elever varje årskull.
1870 öppnades United States Military Academy för svarta och indianer. Fördomar, speciellt från andra kadetter, gjorde att bara 12 svarta började utbildningen och bara tre slutförde den under 1800-talet. Henry Ossian Flipper från Georgia blev första afroamerikanska kadetten att gå ut skolan 1877.
Den som ville ansöka till skolan måste ha ett rekommendationsbrev från ett högre befäl som intygade att personen hade det som krävdes för att klara utbildningen. Sökande måste var ogift (kadetterna bodde på skolan under 4 år och kunde inte försörja en familj). En kadett fick inte vara äldre 23 år då denne påbörjade utbildningen detta för kadetten inte ska för gammal för klara av jobbet rent fysiskt. En intagningskommitté avgjorde vilka som antogs. Skolan var populär och många kunde efter sin militära karriär få toppjobb inom delstaten eller federala administrationen. På 1800-talet var det inte ovanligt att politiker var krigsveteraner, till exempel president Ulysses S. Grant.
West Point var en internatskola och kadetterna bodde på skolan under 4 år. Inskrivningsveckan var i mitten av augusti. Sista året valde kadetterna vapenslag: artilleriet, kavalleriet eller infanteriet. Efter utbildning fick eleverna gradbeteckning fänrik och möjlighet att välja var de ville tjänstgöra. Den som var bäst i klassen fick välja först, och så vidare. Eleverna måste i 4 år tjänstgöra försvaret innan de kan ta ett civilt jobb. Detta för att utbildningen är finansierad av försvarsmakten.
Kadettkommittén avgjorde disciplinära ärenden. Disciplinen var sträng: fylleri, stöld, slagsmål, att ljuga för befäl eller skolk gav till exempel en "prick", 25 prickar innebar relegering. Kadetten fick kasernarrest också, vilket innebar att kadetten inte fick lämna kasernområdet, det vill säga skolområdet, på upp till två veckor. Kadetterna hade en informell bestraffning av de som bröt mot reglerna som kallades "tystnaden". Kadetterna vägrade tala med regelbrytaren utanför lektionstid under en begränsad tid. Hur länge berodde på regelbrottet, vanligast var några veckor.
Skolan hade bara ett lov, det var över jul och nyår då skolan stängde så kadetter och personal kunde fira med sina familjer. De var inte lediga nationaldagen 4 juli men det var inte någon utbildning den dagen. Den dagen var det parader och annat firande istället. Memorial Day är undervisningen inställd eftersom veteraner besöker skolan då. Presidents' Day är det ingen utbildning för president brukar besöka skolan någon gång under sin tid. Skolan hedrar presidenten på olika sätt oavsett om han besöker eller ej. Washington födelsedag är en amerikansk federal helgdag. Presidents' Day firad den tredje måndagen i februari för att hedra George Washington, den första presidenten i Förenta staterna, som föddes den 22 februari 1732. Sammantaget är dagen  också allmänt känd som presidentsdag och är ofta ett tillfälle att hedra den befintliga presidenten och alla personer som har tjänstgjort som president, inte bara George Washington. Examensveckan var sista veckan i maj, då var det ingen utbildning för avgångsklassen och fredagen den veckan var det examensdag utan undervisning för någon.

## Historiska händelse (urval)
- 1802 startade skolan

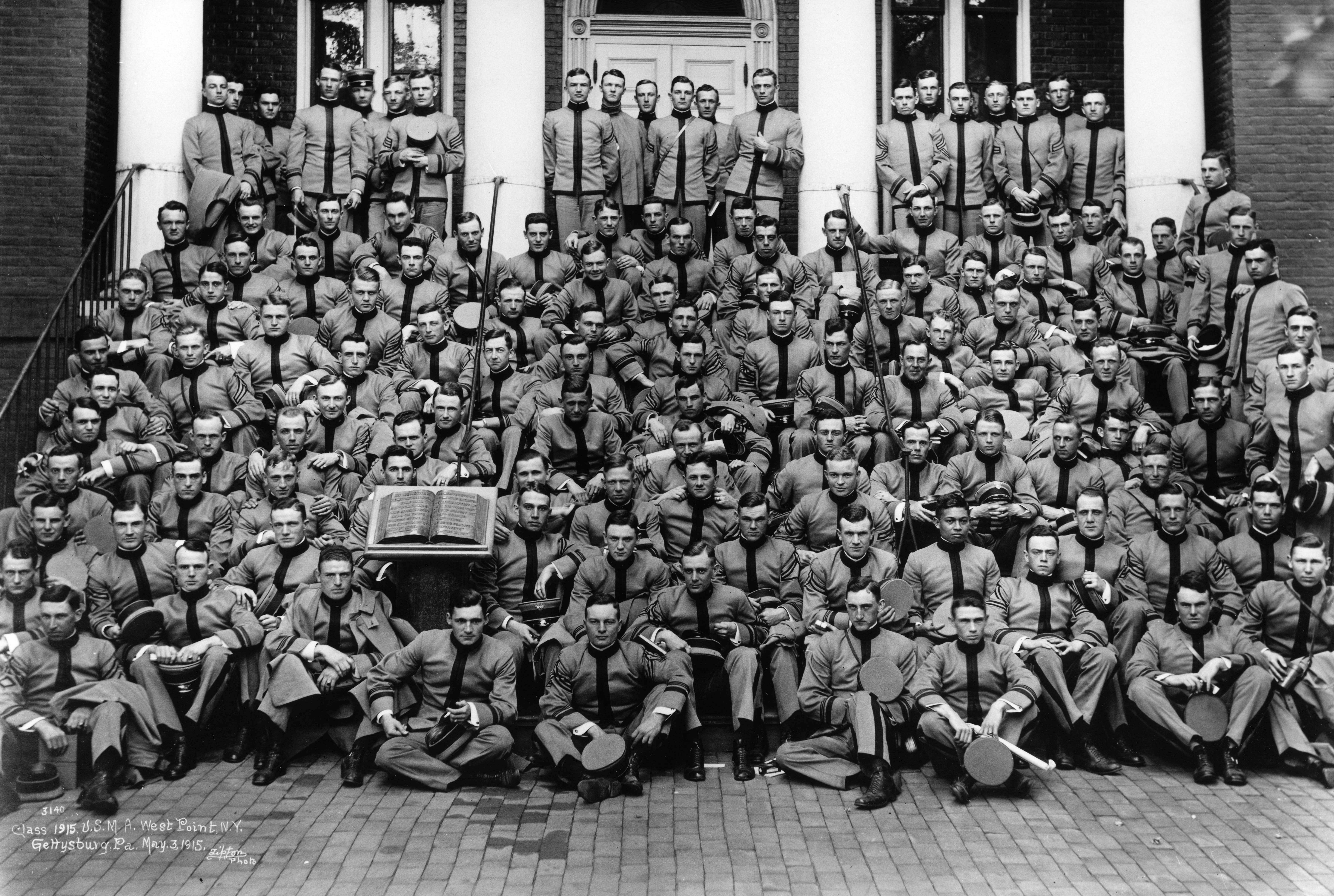
Avgångsklassen 1915 kallas "The class the stars fell on", eftersom många av dem blev generaler. Två blev femstjärniga, två fyrstjärniga, sju trestjärniga, 24 tvåstjärniga och 24 enstjärniga generaler

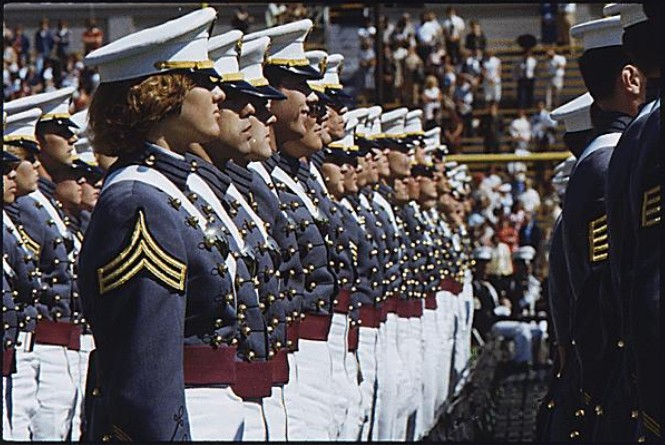
Första kvinnliga kadetten som gått ut skolan 1980

- 1812 års krig antalet kadetter ökades eftersom armén blev större på grund av att Indiankrigen (1776–1924) blev mer intensiva och konflikterna blev fler.
- Mexikansk-amerikanska kriget (1846-1848) många officerare som blev kända under inbördeskriget fick sitt elddop i denna konflikt, exempevisl Ulysses S. Grant och Robert E. Lee.
- Under Amerikanska inbördeskriget (1861-1865) fanns det officerare på båda sidor. 294 kadetter slogs för USA och 151 slogs för Amerikas konfedererade stater[12]
- Henry Ossian Flipper från Georgia blev första afroamerikanska kadetten att gå ut skolan 1877.[7]
- 1900 ökade antalet kadetter bland annat på grund av Spansk-amerikanska kriget (1898) och Filippinsk-amerikanska kriget (1899-1902).[13]
- Dwight D. Eisenhower och Omar Bradley blev femstjärniga generaler för armén (båda från avgångsklass 1915). Avgångsklassen från 1915 kallas "the class the stars fell on" eftersom många av dem blev generaler (59 av 164).[14][15]
- Första världskriget behovet av officerare ökar, så 1917 (april och augusti) och 1918 (maj och november) utexaminerades två klasser varje år, utbildningen var två i stället fyra år för dessa klasser.[16]
- Andra världskriget officerskåren dominerades av West Point-elever. Bland annat var 4 av 5 femstjärniga generaler från skolan.[17]
- klassen som gick ut 1950 kallas "the class the crosses fell on.", 157 av dem dog i Koreakriget.[18]
- Vietnamkriget Det dödades 333 kadetter som gått på skolan under kriget.[19][20]
- Första kvinnan gick ut skolan 1980.
- 2001 dog en kadett från skolan i 11 september-attackerna.
- 2001 de kadetter som började skolan det året kallas  "The Class of 9/11", av denna klass följde 911 kadetter utbildningen 2005.
- 2008 började West Point göra sångerna könsneutrala, bland annat "Alma Mater" och "The Corps"[21]
- 2011 började skolan ha öppet homosexuella kadetter, vilka hade studentföreningen Spectrum.[22]
- 15 december 2015 blev Diana M. Holland blev den första kvinnan som har denna position  commandant of the Corps of Cadets (På svenska ungefär rektor)[23]

## West Point Glee Club
West Point Glee Club är en av USA Military Academy mest kända kadettorganisationer. I mer än hundra år har dess medlemmar berört publik över hela världen med en modern skildring av kåren genom liveframträdande i landets finaste konsertsalar, filmframträdanden, CD- och DVD-inspelningar. Glee Club förbättrar livet på West Point genom sina traditionella och ceremoniella uppgifter och representerar West Point och USA:s armé vid officiella evenemang. Medlemmarnas strävan efter hög kvalitet sammanfattas i klubbens motto: "No fun without music, no music without fun!" ( översättning: "Inget glädje utan musik, ingen musik utan glädje")
Urval av framträdanden :
- Hymnen "Mansions of the Lord" för filmsoundtrack We Were Soldiers (2002).
- Medverkar i dokumentär-drama filmen A Game of Honor (2011)
- Super Bowl XXXIX hade de ett framträdande och sjöng nationalsången. (2005)
- The Glee Club spelade in "‘Til the Last Shot’s Fired,” med Trace Adkins, de uppträdde på 2009 Academy of Country Music Awards Show i Las Vegas.
- Glee Club sjöng nationalsången på flera hemmamatcher för ett antal lag, exempel: Chicago Bears, New York Yankees, New York Knicks, New York Rangers, Detroit Pistons och New York Nets.

## Kända alumner
Inom parentes anges avgångsklass

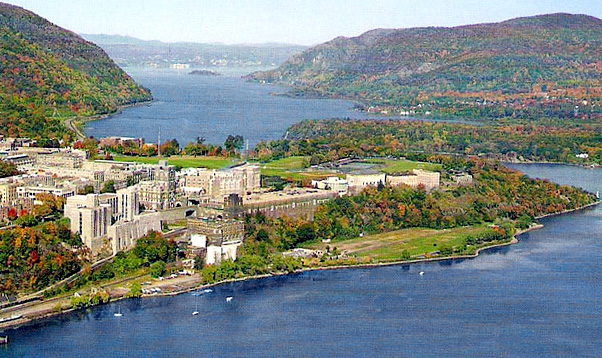
Flygfoto över campusområdet.

- Buzz Aldrin (1951), astronaut, besättningsmedlem Apollo 11.
- Dwight D. Eisenhower (1915), amerikansk general och USA:s president 1953–1961.
- Ulysses S. Grant (1843), amerikansk general och USA:s president 1869–1877.
- Robert E. Lee (1829), befälhavare för sydstatsarmén under Amerikanska inbördeskriget.
- George Armstrong Custer (1861), amerikansk general stupad i slaget vid Little Big Horn River.
- Mike Krzyzewski (1969), amerikansk baskettränare.
- Douglas MacArthur (1903), amerikansk general.
- George Patton (1909), amerikansk general.
- David Petraeus (1974), amerikansk general, tidigare befälhavare för ISAF och CIA-chef.
- Norman Schwarzkopf (1956), amerikansk general, militärbefälhavare för CENTCOM under Gulfkriget.
- Keith McLoughlin, vd och koncernchef i Electrolux.
- Vincent Viola (1977), företagsledare.
- Mike Pompeo (1986), f.d. CIA-chef och f.d. USA:s utrikesminister.

### Femstjärnig general

Femstjärnig general.

Femstjärnig general är de högsta graden man kan uppnå inom armén. Väldigt få har nått denna grad eftersom det krävs kongressbeslut för att få den.
De personer som har blivit Femstjärniga generaler från skolan:
| • | Douglas MacArthur    |
| • | Dwight D. Eisenhower |
| • | Henry H. Arnold      |
| • | Omar Bradley         |

## Kadettgrader

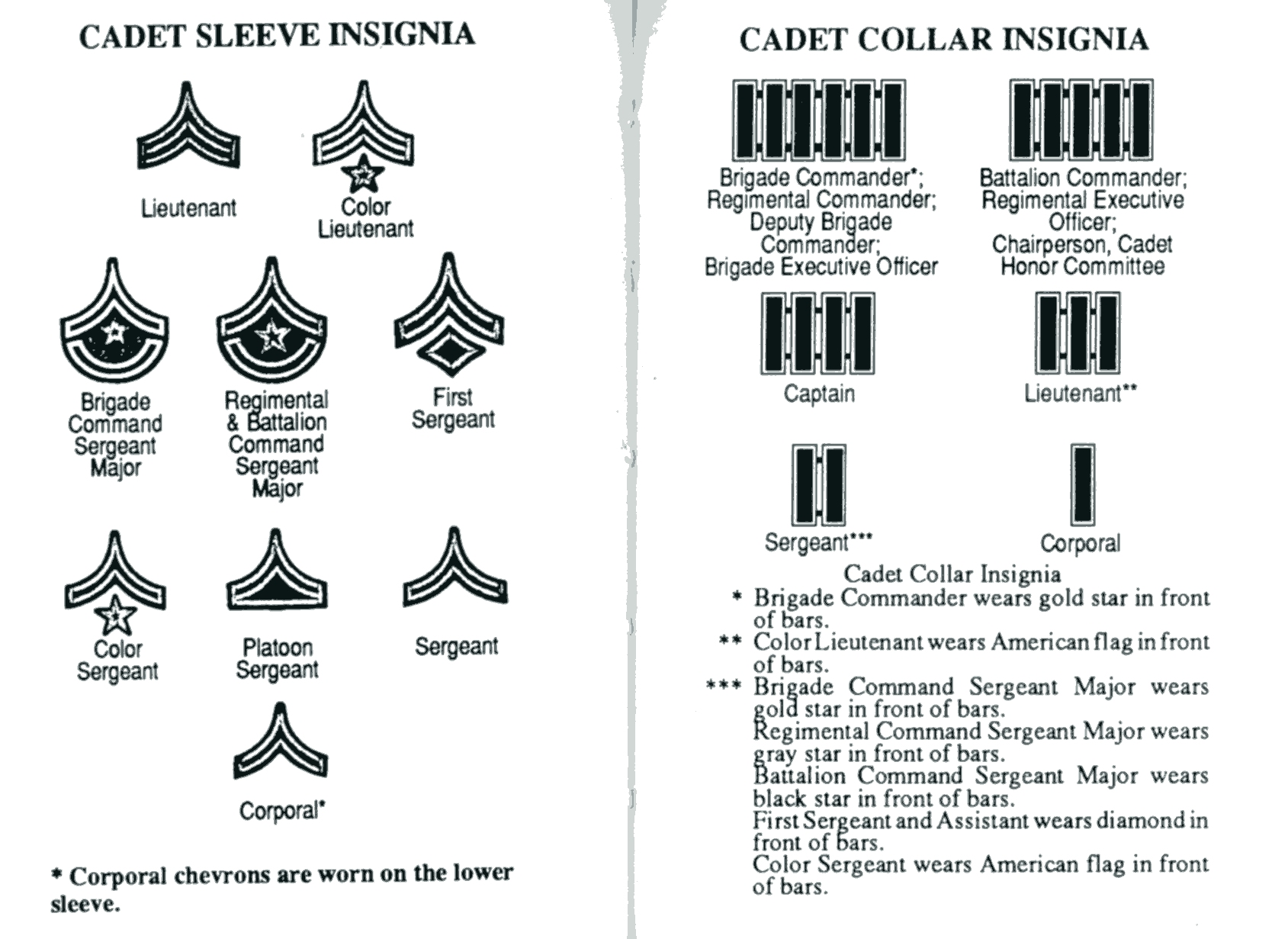
Kadettgrader vid USMA.

## Kalender (läsår urval)
Kalender läsår 2019-2020 (urval) 
- 17 augusti: acceptansparaden (hälsar de nya kadetterna välkommen till skolan)
- 18 augusti: antagningsceremonin
- 19 augusti: första dagen för akademiska klasser
- 23-24 augusti: ringhelg (avgångsklassen 2020 får sin ringar)
- 2 september: Labor Day
- 14 oktober: Columbusdagen
- 25-27 oktober: familjehelg (anhöriga besöker skolan)
- 11 november: veterandag (veteraner besöker skolan)
- 28 november till 1 december: Thanksgiving
- 21 december till 5 januari: ledigt
- 20 januari: Martin Luther King-dagen
- 17 februari: Presidents day
- 5-15 mars: Spring Break
- 23 maj: examensdag